# Dioecesis Septem Provinciarum

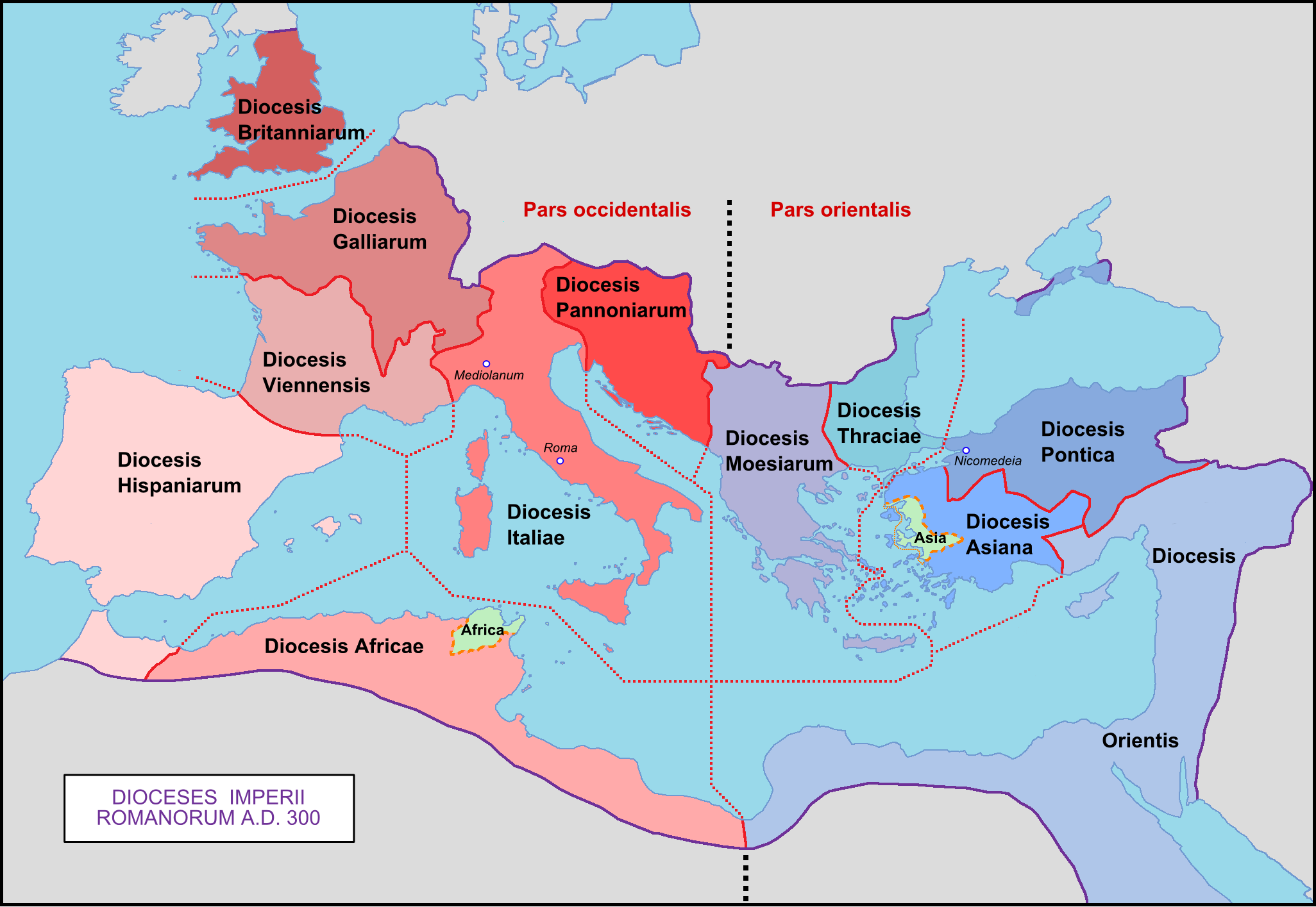
Die Diözesen von ca. 293 bis vor 337.

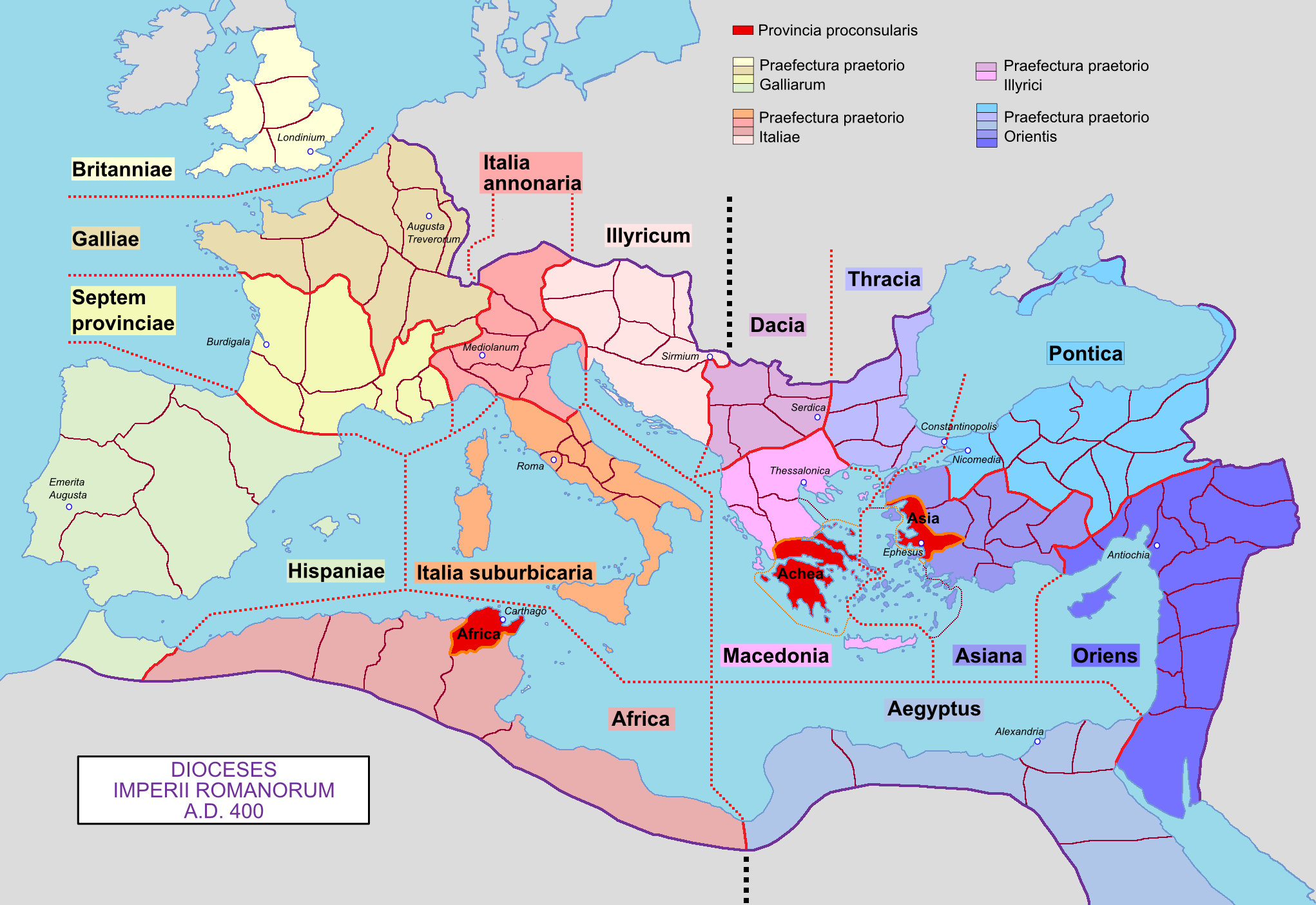
Die Diözesen um 400 n. Chr. (Spätantike)

Die Dioecesis Septem Provinciarum, ursprünglich Dioecesis Viennensis genannt,  war eine spätantike Verwaltungseinheit (Dioecesis) des Römischen Reiches. Sie bestand von 314 bis 477 nach Christus. Hauptorte waren Vienna (Vienne) und Burdigala (Bordeaux).

## Gebietsstruktur
Die Dioecesis Septem Provinciarum umfasste folgende 7 Provinzen:
- Viennensis
- Narbonensis prima
- Narbonensis secunda
- Novem Populi
- Aquitania prima
- Aquitania secunda
- Alpes Maritimae

## Geschichte
Das Römische Reich war zunächst in 46 Provinzen aufgeteilt, die von Diokletian im Wesentlichen durch Aufteilung um 300 nach Christus auf 101 Provinzen erhöht wurden, die wiederum in Diözesen zusammengefasst wurden. Der Leiter der Diözesen (und Provinzen) war der Vicarius, Stellvertreter des nach 312 aus dem militärischen Prätorianerpräfekten hervorgegangenen Zivilbeamten. Bereits bei der Reichsteilung 395 wurde die Struktur der Diözesen geändert in vier Präfekturen, 15 Diözesen und 119 Provinzen, wobei die dioecesis septem provinciarum dem praefectus praetorio Galliarum zugeordnet war. Mit der Eroberung durch die Westgoten und kurz darauf durch die Franken nahm die Diözese ihr Ende.